# 존 무초
존 조지프 무초(John Joseph Muccio, 1900년 3월 19일 ~ 1989년 5월 19일)는 미국의 외교관이다. 그는 1949년부터 1952년까지 초대 주한 미국 대사를 지냈다.

## 생애

### 출생과 성장
이탈리아 캄파니아주 카세르타현 발레 아그리콜라(Valle Agricola)에서 태어났다. 생후 5개월일 때 모친과 함께 부친이 먼저 가 있던 미국으로 이주해서 로드아일랜드주에 살았다. 1918년 미국 육군에 들어갔다.
1921년 미국 시민권으로 국적을 바꿨다.

### 외교관 생활
1921년 국무부에 들어갔다. 이후 바이마르 공화국의 함부르크, 영국령 홍콩 주재 부영사(1926년). 중화민국의 상하이 주재 행정영사(1931년 4월 14일), 볼리비아의 라파스 파나마시티, 쿠바의 아바나에서 근무했다 1952년부터 1954년까지 국제 연합 신탁 통치 이사회에 미국 대표로 참가했다. 1954년 아이슬란드 주재 공사, 1955년부터 1959년까지 아이슬란드 대사, 1960년 2월 1일부터 1961년 11월 10일까지는 과테말라 주재 미국 대사를 지냈다. 외교관 경력의 대부분을 극동과 남미에서 보냈고, 1962년에 은퇴했다.

### 만년
1987년에 발병한 울혈성 심부전증으로 2년을 앓다가 1989년 5월 19일 타계하였다.

### 학력
- 미국 브라운 대학교 철학과 학사
- 미국 조지 워싱턴 대학교 대학원 국제관계학과 사회과학 석사[13])

#### 명예 박사 학위
- 대한민국 서울대학교 명예 법학박사

## 한국에서의 외교관 활동

### 임명
대한민국의 독립 선포식이 있기 이틀 전(1948년 8월 13일), 무초는 미국 해리 트루먼 대통령의 한국 주재 최고대표(주한 특사)로 임명되었다. 그는 1948년 8월 17일 내한하여 7개월 동안 반도호텔에 마련된 특사관을 중심으로 한국 정부 수뇌와 미군 철수 등에 관한 교섭을 가졌다. 1949년 1월 1일 미국이 한국을 승인한 뒤 곧, 4월 7일 미국은 무초 특사를 초대 주한 미국 대사로 임명했다.
무초 특사는 임지인 서울에서 대사 임명을 받고 얼마 뒤인 4월 20일 이승만에게 신임장과 트루먼 대통령의 사진을 전달했다. 영국, 프랑스 등 우방의 강대국 대사들로부터도 약식으로 신임장을 받아온 이승만은 미국 대사의 봉정식은 장엄하게 집행하도록 국무회의에서 당부하였다. 이에 따라 국무회의는 이날 무초가 쓰고 있던 반도호텔을 미국 대사관 사무실로 쓸 수 있도록 반도호텔 사무실 증정식도 갖기로 했다. 4월 20일 오전 10시50분 외무부 의전관의 안내로 나온 무초 대사 및 직원 17명이 분승한 6대의 승용차는 반도호텔 정문 앞에서부터 식장인 중앙청 앞까지 도열한 육해군 의장대의 사열을 받으며 입장했다.
또 경찰 및 군악대의 장엄한 연주로 시작된 이날 신임장 제정식장은 이시영 부통령, 이범석 국무총리, 신익희 국회의장, 김병로 대법원장 및 전 각료들이 참석하여 대대적인 행사로 진행, 다른 외교 사절을 놀라게 하기도 했다. 이날 신임장과 트루먼 대통령의 사진을 무초 대사로부터 전달받은 이승만은 "우리 정부의 수립과 육성에 힘써온 무초 특사가 대사로 승격된 것은 한국이 미국의 명실상부한 맹방으로 진일보한 것"이라고 치하하기도 했다.

### 한국 전쟁 전
무초 대사의 주된 임무는 이승만 대통령과 정치적인 조정을 하고, 또 미 주둔군의 철수를 준비하는 것이었다. 그는 대일강화조약 준비 과정에서 국무부에 한국의 참가를 요구했다. 1948년 12월 21일에는 장택상 외무장관과 회담하였다. 무초 대사는 한국 전쟁 직전인 1950년 6월 초 미 의회에서 38도선 부근에서 조선민주주의인민공화국의 침공 가능성을 경고했다. 한국 전쟁 직전인 1950년 6월 17일, 당시 방한한 존 포스터 덜레스 국무성 고문을 초대하여 만찬회를 열었다.

### 한국 전쟁 기간
무초는 한국 전쟁 개전 당일인 6월 25일 11시에 워싱턴D.C.에 전화를 걸어 "북한군이 한국에 대한 전면 공격을 개시했다"고 보고했고, 북한의 공격 상황을 국무부에 전달했다. 워싱턴 당국은 이 공식보고를 6월 24일 21시26분에 접수하였다. 전쟁이 발발하고 7시간26분 후였다. 또 맥아더 장군에게 한국 내 미국인을 철수하도록 요청했고, 자국민의 피난을 지휘했다. 전쟁 발발 직후엔 대한민국 정부와 함께 피난을 가다 이승만 대통령 일행을 만나 자기 차량에 태우기도 했다. 전쟁 중 한국 정부와 미군간 연락을 담당했다. 또 이승만 대통령에게 '독재는 국가 안전보장에 대한 위협'이라고 설득했다.

## 존 무초 대사와 '베사메 무초'라는 노래 작품에 관련된 대한민국 에피소드
트리오 로스 판초스(Trio Los Panchos)가 부른 '베사메 무초(Besame mucho)'는 영어로는 'Kiss me much' 즉 '내게 많이 키스해주세요'라는 뜻이었지만, 가수 현인은 이를 번안해서 부를 당시 주한 미국 대사였던 존 무초를 보고 '무초'를 사람 이름이라고 판단 '베사메 무초'라는 아가씨에게 바치는 노래로 번역해서 불렀다